# Shea Ralph
Shea Sydney Ralph, coniugata Garrick (Raleigh, 12 marzo 1978), è un'ex cestista e allenatrice di pallacanestro statunitense.

## Carriera
È stata selezionata dalle Utah Starzz al terzo giro del Draft WNBA 2001 (40ª scelta assoluta).

## Palmarès
- Campionessa NCAA (2000)
- NCAA Basketball Tournament Most Outstanding Player (2000)